# Helen Hardin
Helen Hardin (Tsa-sah-wee-eh; em Tewa Pequeno Abeto em Pé) (Albuquerque, 28 de maio de 1943 – 9 de junho de 1984) foi uma pintora e ilustradora norte-americana, de etnia Tewa.
Depois de participar do Southwest Indian Art Project, da Universidade do Arizona, Helen começou a pintar e a vender seus quadros, tendo sido matéria da revista Seventeen antes mesmo de chegar à maioridade. Para Helen, fazer arte era um meio de expressão espiritual que se desenvolveu a partir de sua educação católica romana e por sua herança indígena norte-americana. Ao longo da carreira, criou obras de arte contemporâneas com padrões geométricos baseados em símbolos e motivos nativos americanos, Kachina e chefes de tribos. Em 1976, ela foi apresentada na série de artistas American Indian da PBS.

## Biografia
Helen nasceu em 1943 em Albuquerque, no Novo México. Era filha de Pablita Velarde, uma artista do Santa Clara Pueblo, e de Herbert Hardin, ex-policial e Chefe de Segurança Pública. Seu primeiro idioma era o Tewa, que aprendeu em casa com sua mãe. Em ua cerimonia de nomeação em Santa Clara Pueblo, ela foi nomeada Tsa-Sah-Wee-Eh, com um mês de nascida. Helen se criou no pueblo, mas frequentou escolas anglo-americanas boa parte da vida.
Aos seis anos, Helen ganhou seu primeiro concurso de desenho. Aos nove anos, já vendia seus trabalhos em eventos cerimoniais, junto da mãe, em Gallup. Embora tenha sido influenciada pelas técnicas e obras de sua mãe, Helen queria criar seu próprio estilo. Seu relacionamento com a mãe tornou-se cada vez mais difícil à medida que Helen se destacava como artista e com o divórcio dos pais em 1957 ou 1959.

## Carreira
No verão de 1960, Helen ingressou no Southwest Indian Art Project, da Universidade do Arizona, criado pela Fundação Rockefeller. Entre 1961 e 1962, estudou na Universidade do Novo México, onde teve aulas de arte e arquitetura, ainda que sua mãe quisesse que ela estudasse administração. Sua mãe que, inicialmente, foi uma grande apoiadora de seu trabalho, não gostava de sua arte. Helen considerava seu próprio trabalho não tradicional, com influência de pictografias nativas, petroglifos e trabalhos em argila, além das aulas de cubismo que teve com um professor de Cochiti Pueblo.
No ensino médio, Helen conheceu Pat Terrazas e seu relacionamento continuou após a formatura. O casal teve uma filha, Margarete Bagshaw (1964-2015), em 1964, que mais tarde se tornaria pintora e ceramista. Em 1968, Helen viajou para Bogotá, na Colômbia, para dar um tempo de seu relacionamento abusivo com o Pat e com a mãe.
| “ | Percebi que tinha 24 anos, estava preso a uma relação infeliz e não estava pintando. Não sabia quem eu era ou o que eu era. Em busca de liberdade pessoal, Peguei Margarete... e saí do país. | ” |

Na Colômbia, ela estava livre da influência da carreira da mãe, que geralmente ofuscava seu talento e foi onde vendeu vários quadros e recebeu encomendas. Suas pinturas se tornaram cada vez mais complexas com o passar dos anos, conforme ganhava notoriedade e sucesso. Também ilustrou livros para crianças e gravou um documentário, em 1976, sobre a arte dos povos nativos americanos.
Enfim separada de Pat, ela se casou com o fotógrafo Cradoc Bagshaw. Seu relacionamento com a mãe melhorou na década de 1980 e Velarde acabou se tornando uma grande apoiadora de seu trabalho.

## Morte
Em 1981, Helen foi diagnosticada com câncer de mama. Ela morreu em 9 de junho de 1984, em sua casa em Albuquerque, aos 41 anos.